# 야마모토 고이치
야마모토 고이치(일본어: 山本公一, 1947년 9월 4일~2023년 10월 31일)는 일본 자민당 소속의 정치인, 기업가이다. 2004~2005년 총무부대신, 2016~2017년 환경대신을 지냈다. 해당 내각에서 같은 성을 가진 야마모토 유지 농림수산대신, 야마모토 고조 지방창생대신과 함께 '야마모토 트리오'로 불리었다. 2021년 제48회 일본 중의원 의원 총선거에 지역구인 에히메현 제4구에 불출마 및 정계은퇴를 선언했다.

## 역대 선거 결과
|  | 30.5% |

|  | 61.02% |

|  | 83.60% |

|  | 71.22% |

|  | 63.12% |

|  | 39.55% |

|  | 43.14% |

|  | 47.12% |

|  | 54.41% |